# (13448) Edbryce
(13448) Edbryce ist ein Asteroid des äußeren Hauptgürtels, der am 24. September 1960 von dem niederländischen Astronomenehepaar Cornelis Johannes van Houten und Ingrid van Houten-Groeneveld entdeckt wurde. Die Entdeckung geschah im Rahmen des Palomar-Leiden-Surveys, bei dem von Tom Gehrels mit dem 120-cm-Oschin-Schmidt-Teleskop des Palomar-Observatoriums aufgenommene Feldplatten an der Universität Leiden durchmustert wurden.
Der Himmelskörper gehört zur Nysa-Gruppe, einer nach (44) Nysa benannten Gruppe von Asteroiden (auch Hertha-Familie genannt nach (135) Hertha).
(13448) Edbryce wurde am 15. Juli 2011 nach dem US-amerikanischen Schauspieler Ed Bryce (1921–1999) benannt, der in den 1950er-Jahren Captain Steve Strong, den Vorgesetzten der Raumkadetten, in der Science-Fiction-Fernsehserie Tom Corbett, Space Cadet spielte. Nach einem weiteren Schauspieler der Serie wurde am selben Tag der Asteroid (13446) Almarkim benannt.